# Seznam dílů seriálu Půjčovna masa
Toto je seznam dílů seriálu Půjčovna masa. Americký cyberpunkový sci-fi televizní seriál Půjčovna masa byl zveřejněn na Netflixu.

## Přehled řad
| Řada | Díly | Premiéra na Netflixu |
| ---- | ---- | -------------------- |
| 1    | 10   | 2. února 2018        |
| 2    | 8    | 27. února 2020       |

## Seznam dílů

### První řada (2018)
| Č. v seriálu | Č. v řadě | Původní název     | Český název        | Režie            | Scénář                           | Premiéra na Netflixu |
| ------------ | --------- | ----------------- | ------------------ | ---------------- | -------------------------------- | -------------------- |
| 1            | 1         | Out of the Past   | Z minulosti        | Miguel Sapochnik | Laeta Kalogridis                 | 2. února 2018        |
| 2            | 2         | Fallen Angel      | Padlý anděl        | Nick Hurran      | Steve Blackman                   | 2. února 2018        |
| 3            | 3         | In a Lonely Place | Na opuštěném místě | Nick Hurran      | Brian Nelson                     | 2. února 2018        |
| 4            | 4         | Force of Evil     | Síla zla           | Alex Graves      | Russel Friend a Garrett Lerner   | 2. února 2018        |
| 5            | 5         | The Wrong Man     | Nepravý muž        | Uta Briesewitz   | Nevin Densham                    | 2. února 2018        |
| 6            | 6         | Man with My Face  | Muž s mou tváří    | Uta Briesewitz   | Nevin Densham                    | 2. února 2018        |
| 7            | 7         | Nora Inu          | Nora Inu           | Andy Goddard     | Nevin Densham a Casey Fisher     | 2. února 2018        |
| 8            | 8         | Clash by Night    | V osidlech noci    | Uta Briesewitz   | Brian Nelson                     | 2. února 2018        |
| 9            | 9         | Rage in Heaven    | Běsnění v nebi     | Peter Hoar       | Russell Friend a Garrett Lerner  | 2. února 2018        |
| 10           | 10        | The Killers       | Zabijáci           | Peter Hoar       | Laeta Kalogridis a Nevin Densham | 2. února 2018        |

### Druhá řada (2020)
| Č. v seriálu | Č. v řadě | Původní název       | Český název           | Režie                      | Scénář                             | Premiéra na Netflixu |
| ------------ | --------- | ------------------- | --------------------- | -------------------------- | ---------------------------------- | -------------------- |
| 11           | 1         | Phantom Lady        | Zjevení dámy          | Ciaran Donnelly            | Laeta Kalogridis                   | 27. února 2020       |
| 12           | 2         | Payment Deffered    | Odložená platba       | Ciaran Donnelly            | Sarah Nicole Jones                 | 27. února 2020       |
| 13           | 3         | Nightmare Alley     | Ulička nočních můr    | M. J. Bassett              | Michael R. Perry                   | 27. února 2020       |
| 14           | 4         | Shadow of a Doubt   | Stín pochybnosti      | M. J. Bassett              | Sang Kyu Kim                       | 27. února 2020       |
| 15           | 5         | I Wake up Screaming | Vzbouzím se s řevem   | Jeremy Webb                | Cortney Norris                     | 27. února 2020       |
| 16           | 6         | Bury Me Dead        | Pohřběte mě za mrtva  | Jeremy Webb                | Adam Lash a Cori Uchida            | 27. února 2020       |
| 17           | 7         | Experiment Perilous | Nebezpečný experiment | Salli Richardson-Whitfield | Nevin Densham                      | 27. února 2020       |
| 18           | 8         | Broken Angels       | Polámaní andělé       | Salli Richardson-Whitfield | Alison Schapker a Elizabeth Padden | 27. února 2020       |